# Анастас Ляпчев
Анастас Христов Ляпчев е български общественик от Македония

## Биография
Анастас Ляпчев е роден в 1886 година в град Ресен, тогава в Османската империя. Негов чичо е видният български политик Андрей Ляпчев. Към 1901 - 1902 година завършва педагогическото училище в Скопие.
При избухването на Балканската война в 1912 година е доброволец в Македоно-одринското опълчение в четата на Кръстьо Трайков, 3-та рота на 6-а охридска дружина и Сборна партизанска рота на МОО.
През 16 декември 1920 година участва в учредяването на Илинденската организация.